# Протоцький Йосип Іванович
Йо́сип Іва́нович Прото́цький — український педагог, партизан. Автор документальної повісті «Друзі мої партизани» (Київ, 1973).

## Біографія
Народився в селі Бережанка Чемеровецького району .
До війни працював директором середньої школи в селі Кутківці Чемеровецького району. У вересні 1941 року організував у Чемерівцях підпільну групу, яка з перших днів розгорнула активну роботу . Згодом на базі підпільної групи виник партизанський загін імені Чапаєва. 1942 року в ньому було 26 чоловік. Командиром загону став Михайло Тимофійович Тоскалюк .
Після війни працював директором школи у Чемерівцях .
1973 року в Києві у видавництві політичної літератури України побачила світ накладом 50 тисяч примірників документальна повість Протоцького «Друзі мої партизани» (літературний запис Є. П'ятигорської).